# 公開鍵証明書

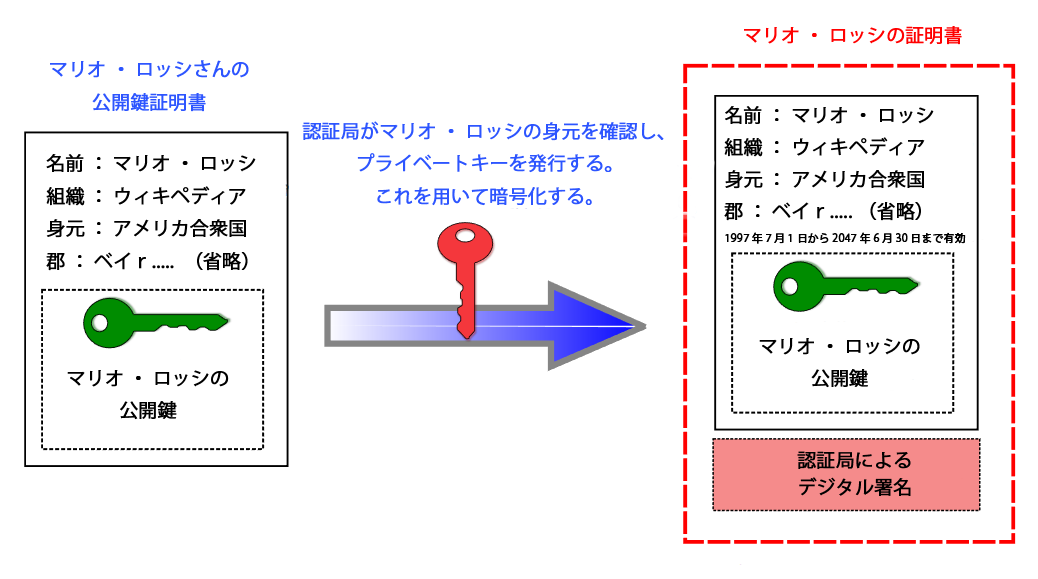
公開鍵証明書の発行プロセス

暗号技術において、公開鍵証明書（こうかいかぎしょうめいしょ、public key certificate）とは、公開鍵と、その所有者の同定情報（その他に有効期間、発行者、署名アルゴリズムなどの情報も含む）および証明書の内容を検証したエンティティ (発行者と呼ばれる）を結びつける証明書である。デジタル証明書 （digital certificate）、 電子証明書（electronic certificate）ともよばれる 。
公開鍵は単にバイナリデータであるため、公開鍵が所有者本人の物であることを確認するために証明書が必要となる。
通常「公開鍵証明書」と呼ばれるものには、公開鍵そのもののデータも含まれている。公開鍵証明書の最も一般的な形式は、X.509で定義されている。

## 概要
公開鍵証明書は、公開鍵暗号を広い範囲で使用する場合に用いられる。ユーザー同士で暗号鍵を直接やりとりするのは、よほど小さなネットワークでない限り実用的ではない。公開鍵暗号はこの鍵配送の問題を回避する手段を提供する。
例えばある通信当事者 (ここではアリスと呼ぶことにする) に対して他の通信当事者たち (たとえばボブなど) が秘密のメッセージを送りたいとき、アリスは公開鍵を作成してボブらに公開すれば、ボブや公開鍵を入手した誰でもアリス宛てのメッセージを暗号化でき、アリスはそれを復号することができる。だが、盗聴者 (ここでは仮にイブと呼ぶことにする) が作成した公開鍵でも、それをアリスの公開鍵であるとして配布できてしまうため、この偽の公開鍵を受け取った人のメッセージはイブに復号されてしまう。これを回避するために、ユーザー同士で直接に公開鍵をやりとりするのでは、鍵配送の問題は解決されない。
そこで、信頼できる第三者機関（Trusted Third Party、TTP）として振る舞う人 (ここでは仮にトレントと呼ぶことにする) が、アリスの公開鍵の証明書を作成すると、トレントを信頼する誰もが、｢証明書に記載されている公開鍵がアリスの物である」ということを証明書の署名を確認するだけでよくなる。このように、公開鍵とその正当な所持者の関係を証明するために公開鍵証明書が用いられる。
典型的な公開鍵基盤（Public Key Infrastructure、PKI）では、認証局（Certificate Authority、CA）がこのTTPに相当する。信頼の輪(Web of Trust)では、トレントにはどんなユーザーでもなることができ、公開鍵がアリスの物であるというユーザーの申し立てを信用するかどうかは、アリスにメッセージを送りたい人次第となる。

## 証明書の発行
公開鍵証明書が偽造されないように通常、デジタル署名が使用される。典型的な公開鍵基盤(PKI)体系においては、認証局(CA)がこの署名を行う。信頼の輪(Web of Trust)体系においては、自分自身（自己署名証明書）もしくは他のユーザーが署名を行う。どちらの場合でも、証明書に署名をした者が公開鍵と所有者情報との結びつきを証明し、証明書の正当性を保証することになる。
大規模な展開になるとアリスはボブの認証局のことを知らないということもあり得るので（アリスとボブが異なる認証局を持っているかもしれず、それぞれが自分の認証局を使用している場合はこのような結果となってしまう）、ボブの証明書はアリスでも認識できるかもしれない「より階層の高い」認証局が署名したボブの認証局の公開鍵も組み込む場合がある。このプロセスは証明書の階層構造、そして複雑な信頼関係に達する。公開鍵基盤は大規模な設定で証明書を管理するソフトウェアを対象とする。X.509では証明書の階層構造はトップダウンのツリー構造であり、認証局を複数の第三者機関によって信頼するという必要をなくすために体系の中心として認証局を代表するルート証明書がツリーの先端となる。
かつて、ブラウザの互換性の問題で必要分の固定IPアドレスを使用しなければならず、認証局(CA)発行の証明書は1年間有効のもので3万円程度と導入コストは高価だったが、近年、レンタルサーバー業者がSNI SSLに対応したり、大手CA発行の証明書も1千円程度と大変安価で発行できるようになった。また、無料で証明書が取得ができるサービス（Let's Encrypt）もあり、導入コストは下がってきている。

## 正当性と失効
秘密鍵の信頼性がなくなったり、証明書に埋め込まれた公開鍵と所有者情報の関係が変更（改名や転職などで）されたり、誤っていることが発覚したりした場合は、証明書が失効する場合がある。失効はごくまれな事象ではあるが、証明書の失効の可能性は、証明書を信頼する際にユーザーがいつもその正当性をチェックすべき（できるべき）であるということを意味する。これは電子証明書失効リスト（CRL - 失効した証明書のリスト）と比較することで可能となる。CRLが確実に最新で正確になるようにするのは集中的PKIのコア機能によるもので、それにはスタッフ、予算が共に必要になるため、時には適切に行われないこともある。この機能を有効にするためには、必要になったときにはいつでも誰でもすぐに利用でき、頻繁にアップデートされなければならない。証明書の正当性をチェックする別の方法として、OCSP（Online Certificate Status Protocol）を用いて証明書の状態を認証局に問い合わせる方法がある。

## ITU-T X.509規格
現在もっとも一般的な証明書規格は、ITU-T X.509 v3である。509 v3証明書のフィールドや拡張機能などの証明書の構造は、RFC5280で以下のように定義されている。
- 電子証明書情報（tbsCertificate）
  - バージョン (Version) - X.509のバージョンを指定する。最新はv3。
  - シリアル番号 (Serial Number) - 認証局（CA）により、各証明書に割り当てられた一意の番号。証明書ごとに一意である必要がある。
  - 署名 (Signature) - 認証局が証明書に署名する際のアルゴリズム。
  - 発行者 (Issuer) - 証明書の署名して発行した認証局。
  - 有効期間 (Validity) - 証明書の有効期間。Not before (発行年月日と時刻)とNot after (有効期限年月日と時刻)で定義する
  - 主体者名 (Subject) - 証明書の所有者（個人、サーバー、組織など）を識別するための項目。DN (Distinguished Name) という階層的な情報表記法が使われる。
  - 主体者公開鍵情報（subjectPublicKeyInfo） - 公開鍵の所有者の情報。名前だけでなく住所などの情報も含む。
    - 発行者一意識別子 (issuerUniqueID) - 公開鍵。
    - 主体者一意識別子 (subjectUniqueID) - 発行者もしくは主体者を一意に表現する識別子。
    - 拡張 (Extensions) - 失効した証明書のリストであるCRL配布点 (CRL Distribution Point)、証明書の失効状態をリアルタイムで確認できるOCSPレスポンダ (OCSP Responder)のURL、証明書の公開鍵の使用目的であるキー使用法 (Key Usage)などが記載される。

- 署名アルゴリズム（signatureAlgorithm） - 認証局（CA）がデジタル署名を作成する際に使用した暗号アルゴリズムの種類。
- 署名値（signatureValue） - 認証局（CA）によって作成されたデジタル署名のデータそのものが格納されている。

## サーバー証明書
公開鍵証明書は、HTTPSベースの Web サイトでサーバー証明書として用いられている。Webブラウザーは、 アクセス時にHTTPS Web サーバーが本物であることを検証する。これにより、ユーザーは、Web サイトとのやり取りに盗聴者がおらずWeb サイトが安全であることを確認できる。特に、電子商取引きを行うサイトでは重要になる。Web サイトの運営者は、証明書署名要求を証明機関に申請して証明書を取得する。証明書プロバイダーが、Web サイト名、会社情報、公開鍵を含む電子文書を審査し、電子証明することで公開証明書が作成される。
証明書プロバイダーは、それぞれ異なる審査基準を必要とする3種類の証明書を発行する。審査基準は、厳しさ・コストの順に、ドメイン認証（DV：Domain Validation）、組織認証（OV：Organization Validation）、拡張認証（EV：Extended Validation）の3種類である。

### ドメイン認証(DV：Domain-validated certificate)
ドメイン検証のみの簡易認証方式。証明書の申請者が、 記載のドメインを管理する権限をもつことを証明できる。

### 組織認証(OV：Organization Validation）
ドメインの管理に加え、証明書の申請者である法人の存在も確認する認証方式。EV証明書(後述)のようにアドレスバーが緑色になることはないが、証明書に法人名が記述されている。

### 実在認証(EV：Extended Validation認証)
ドメインの管理、法人の存在だけでなく、組織の法的実在性、物理的な所在地、運営状況などもも確認する認証方式。第三者機関が詳細に確認する。金融機関などで採用されている。